# 1601 na ciência
O ano de 1601 na ciência e tecnologia incluiu alguns eventos significativos, listados abaixo.

## Exploração
- Olivier van Noort completa a sua circum-navegação do mundo.[1]

## Matemática
- Johannes Kepler é tornado matemático imperial da Casa de Habsburgo, após a morte de Tycho Brahe.[2]

## Nascimentos
| Data         | Nome             | Profissão  | Nacionalidade | Observações | Ref   |
| ------------ | ---------------- | ---------- | ------------- | --- | ----- |
| 17 de agosto | Pierre de Fermat | matemático | França        | m. 1665 O ano de nascimento, no entanto, é disputada, sendo por vezes mencionados os anos de 1607/8 como a sua data de nascimento | [ 3 ] |

## Mortes
| Data          | Nome        | Profissão | Nacionalidade                | Observações | Ref   |
| ------------- | ----------- | --------- | ---------------------------- | ----------- | ----- |
| 24 de outubro | Tycho Brahe | astrónomo | Reino da Dinamarca e Noruega | n. 1546     | [ 2 ] |